# Guignardia pinastri
Guignardia pinastri är en svampart som först beskrevs av Augustin Pyrame de Candolle, och fick sitt nu gällande namn av Gustav Lindau 1897. Guignardia pinastri ingår i släktet Guignardia och familjen Botryosphaeriaceae.   Inga underarter finns listade i Catalogue of Life.